# Helophilus trivittatus
Helophilus trivittatus  (лат.) — вид мух-журчалок из подсемейства Eristalinae. Встречается в Европе, Средней Азии, Монголии, Китае, Иране и Афганистане.

## Описание
Муха длиной от 14 до 18 мм, длина крыльев от 10 до 12,5 мм.

## Экология и местообитания
Мухи встречаются в пустошах и лугах. Личинки развиваются в грязных водоёмах.

### Питание
В водоёмах личинки питаются подводными листьями растений.
Взрослые особи питаются пыльцой и нектаром следующих растений: астровые (Asteraceae), борщевик обыкновенный (Heracleum sphondylium), мята полевая (Mentha arvensis), вереск обыкновенный (Calluna vulgaris) и сивец луговой (Succisa pratensis).

## Галерея

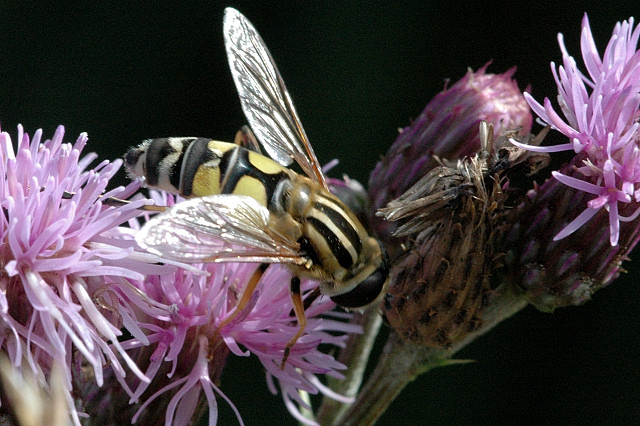
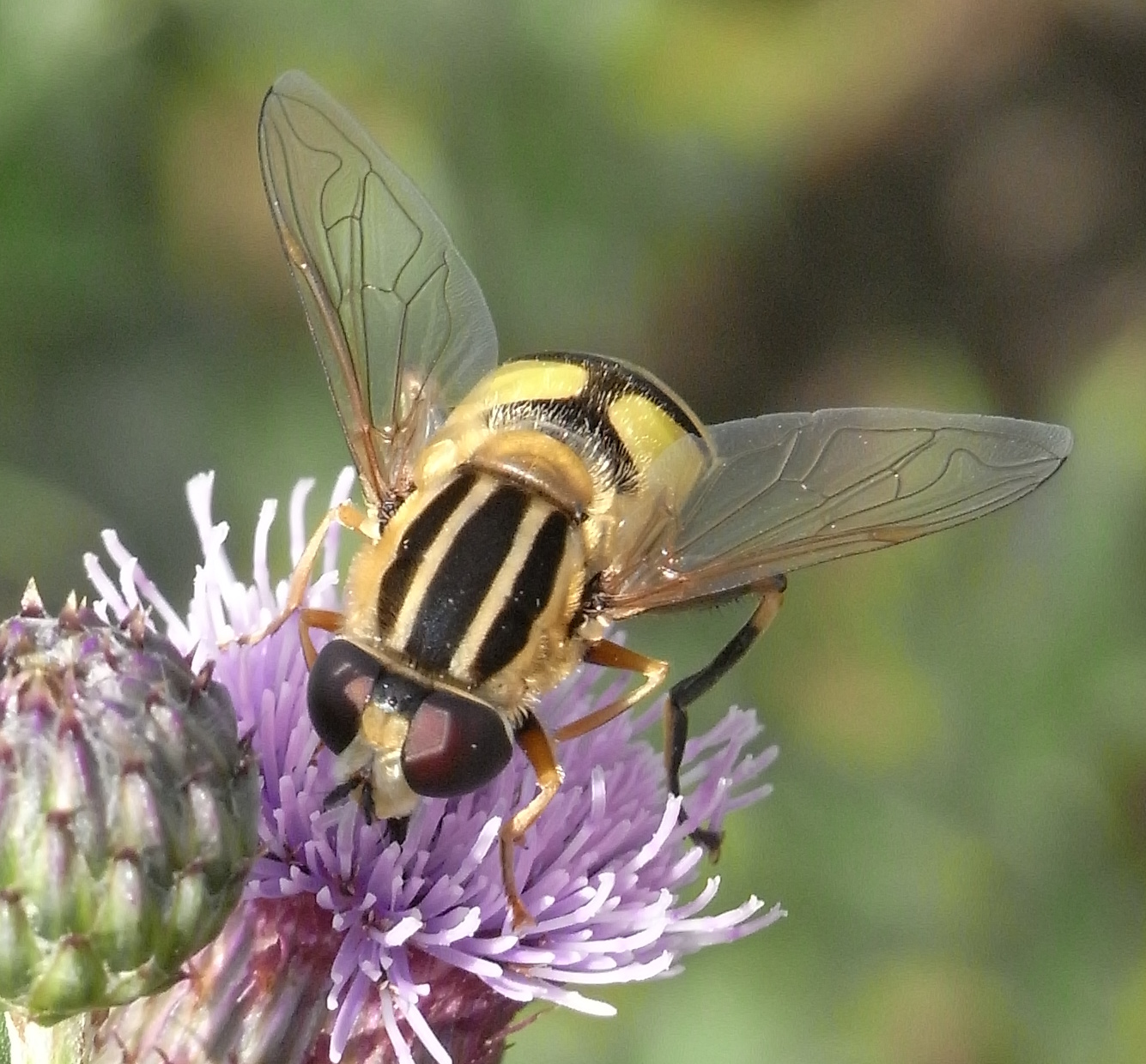